# Restless (álbum de Xzibit)
Restless es el tercer álbum del rapero Xzibit y el más exitoso, lanzado en 2000.

## Lista de canciones
1. «Restless» (Intro)
2. «Front 2 Back»
3. «Been a Long Time» (con Nate Dogg)
4. «U Know» (con Dr. Dre)
5. «X» (con Snoop Dogg y Dr. Dre)
6. «Alkaholik» (con Erick Sermon, J-Ro, Tash)
7. «Kenny Parker Show 2001» (con KRS-One)
8. «D.N.A. (Drugs-N-Alkahol)» (con Snoop Dogg)
9. «Double Time»
10. «Don't Approach Me» (con Eminem)
11. «Rimz & Tirez» (con Defari, Goldie Loc, Kokane)
12. «Fuckin' You Right» (con Tray Deee)
13. «Best of Things»
14. «Get Your Walk On»
15. «Sorry I'm Away So Much» (con DJ Quik, Suga Free)
16. «Loud & Clear» (con Defari, King Tee, Butch Cassidy)